# Monte Formicula
Le Monte Formicula ou Monte Furmicula (en corse A Furmìcula, littéralement « la fourmi ») est un sommet du massif du Monte Incudine. Limite naturelle entre Fiumorbo et Taravo, il culmine à 1 981 mètres d'altitude, dans le parc naturel régional de Corse.

## Géographie
Il est situé à cheval sur les communes de San-Gavino-di-Fiumorbo en Haute-Corse et de Cozzano en Corse-du-Sud.
Son versant oriental est couvert par la forêt domaniale du Fium'Orbu. Le versant occidental est quant à lui occupé par la forêt domaniale de Sant'Antone. Au nord-est, à ses pieds coule le fleuve Abatesco, au sud-est le fleuve Travo dominé par le village de Chisa, à l'ouest en fin se situe la vallée du Taravo.

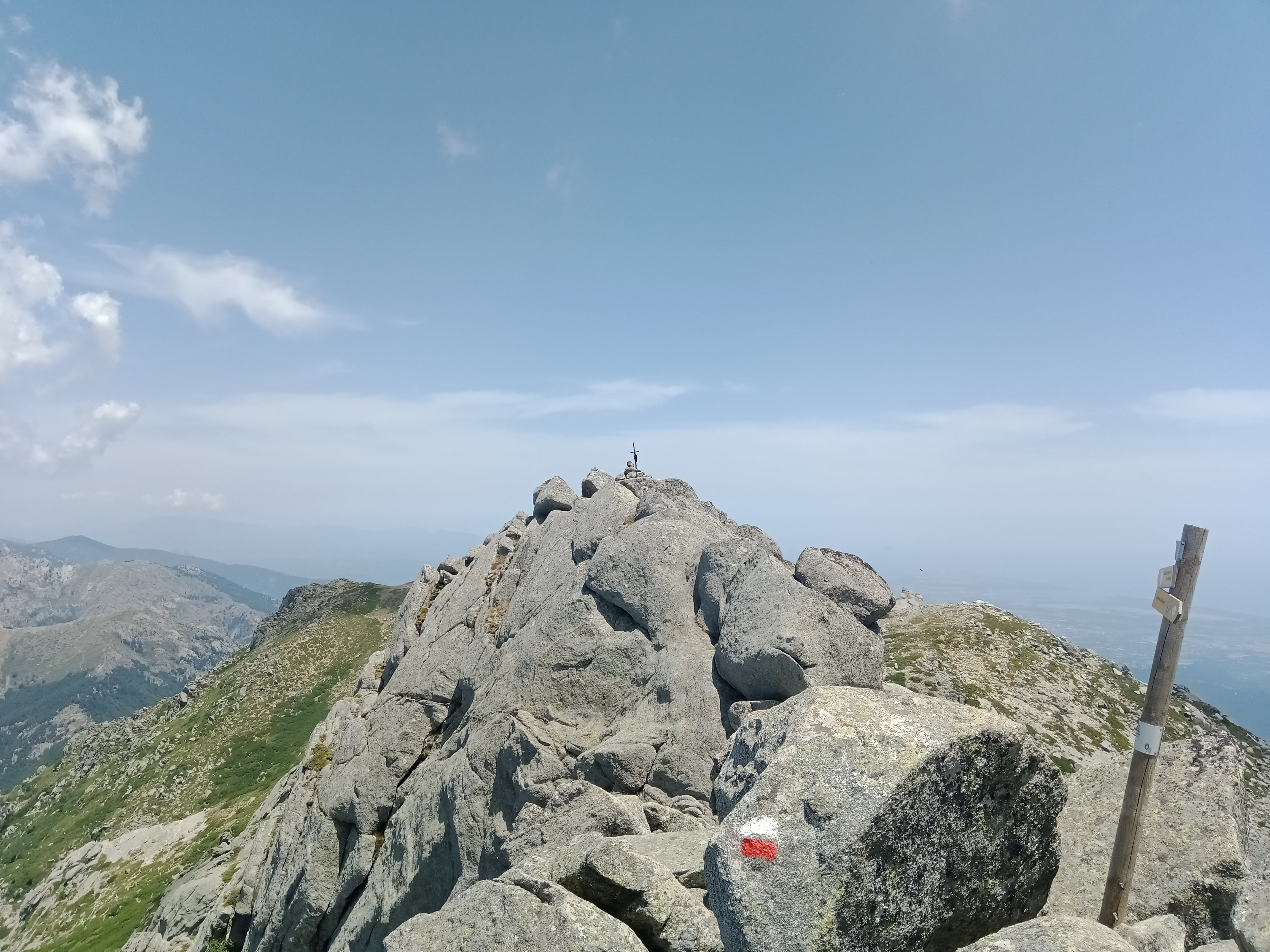
Le sommet du Monte Formicula avec sa croix sommitale et un marquage du GR 20.